# Barzun
Barzun is een gemeente in het Franse departement Pyrénées-Atlantiques (regio Nouvelle-Aquitaine) en telt 569 inwoners (2005). De plaats maakt deel uit van het arrondissement Pau.

## Geografie
De oppervlakte van Barzun bedraagt 8,1 km², de bevolkingsdichtheid is 70,2 inwoners per km².
De onderstaande kaart toont de ligging van Barzun met de belangrijkste infrastructuur en aangrenzende gemeenten.

## Demografie
Onderstaande figuur toont het verloop van het inwonertal (bron: INSEE-tellingen).

## Geboren
- Pierre-Marie Théas (1894-1977), bisschop